# Puente Chumbao
El Puente Chumbao es un puente ubicado en Andahuaylas (departamento de Apurímac, Perú), que cruza el río Chumbao.
El puente es utilizado para llegar al aeropuerto de Huancabamba, así como Pampachiri, Puquio, Nasca y Lima. Sirve de acceso para llegar al aeropuerto de Huancabamba y a la zona de Pampachiri, Puquio, Nasca y Lima. Es de arquitectura colonial con pasarelas talladas. La construcción está hecha en base de piedra sillar.